# Rogat
Rogat est un village néerlandais de la commune de Meppel, situé dans la province de Drenthe. Il faisait partie de la commune de De Wijk avant 1998, date à laquelle il a été rattaché à Meppel. Le 1er janvier 2020, la population s'élevait à 125 habitants.